# Never Back Down 2
Série
Never Back Down
(2008)
Pour plus de détails, voir Fiche technique et Distribution.
Never Back Down 2 ou  Chacun son combat 2 au Québec est un film américain réalisé par Michael Jai White et sorti en 2011 directement en DVD.

## Synopsis
L’ex-boxeur Zack, le talentueux combattant d'arts martiaux mixtes (MMA) Tim, le vendeur de bandes-dessinées Justin, et le lutteur Mike viennent de différents milieux, mais ils partagent une même passion pour les MMA et deviennent rapidement loyaux à leur entraîneur aux méthodes peu orthodoxes, Case, un brillant ex-champion d’UFC. 
Leur apprenant bien plus qu’à se battre, Case prépare les jeunes hommes pour une compétition appelée Beatdown, organisée par l’adolescent et imprésario Max. Lorsque leur mentor se fait avoir par quelques mauvais flics, les jeunes hommes collaborent pour découvrir le traître dans leur entourage.

## Fiche technique
- Titre original : Never Back Down 2
- Réalisateur : Michael Jai White
- Scénario : Chris Hauty
- Producteurs : Craig Baumgarten et David Zelon
- Musique : David Wittman
- Pays :  États-Unis

## Distribution
- Dean Geyer (VF : Bruno Mullenaerts) : Mike Stokes
- Alex Meraz (VF : Laurent Chauvet) : Zack Gomes
- Todd Duffee (VF : Mathieu Moreau) : Tim Newhouse
- Evan Peters  : Max Cooperman
- Scottie Epstein (VF : Xavier Percy) : Justin Epstein
- Jillian Murray  : Eve
- Michael Jai White (VF : Philippe Résimont) : Case Walker
- Laura Cayouette : Vale
- Lyoto Machida : Lui-même
- "Big" John McCarthy : Lui-même
- Djimon Hounsou (VF : Jean-Paul Pitolin) : Jean Roqua